# Guajará-Mirim
Guajará-Mirim è un comune del Brasile nello Stato di Rondônia, parte della mesoregione di Madeira-Guaporé e della microregione di Guajará-Mirim.